# Luftfahrtministerium
Ein Luftfahrtministerium ist ein Ministerium, das sich mit dem Aufbau oder der Koordination der Luftfahrt eines Staats befasst. Seine Zuständigkeiten können die militärische Luftfahrt wie auch die zivile Luftfahrt betreffen.
Eigenständige Luftfahrtministerien gab es vor allem in der Zwischenkriegszeit und während des Zweiten Weltkriegs, darunter das britische Air Ministry (1918–1964), später in Großbritannien zudem das Ministry of Aviation (1959–1967), in Italien das Ministero dell’aeronautica, in Frankreich das Ministère de l’Air (1928–1947) sowie im nationalsozialistischen Deutschland das Reichsluftfahrtministerium (1933–1945).